# Auguste Léopold Protet
Auguste Léopold Protet (20. dubna 1808 – 17. května 1862 Šanghaj, Čína) byl francouzský kontradmirál. Bojoval v druhé opiové válce. Byl zabit při povstání tchaj-pchingů v bitvě o Šanghaj v odpoledních hodinách 17. května 1862.
Bylo po něm pojmenováno francouzské avízo Protet (F742) třídy Commandant Rivière, které sloužilo od 60. let do roku 1992.